# Hamburger Schule

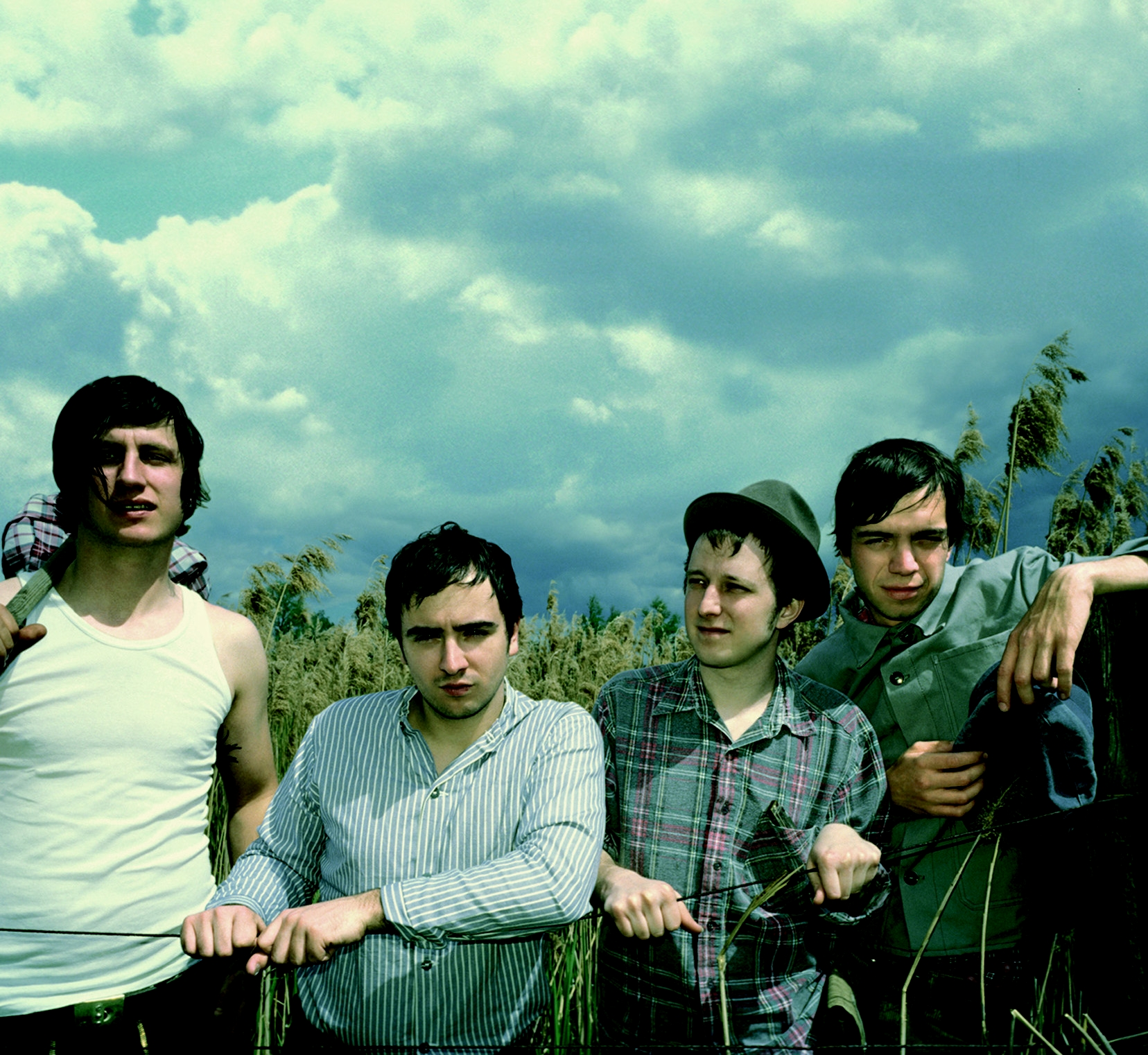
Virginia Jetz!, uno de los grupos considerados dentro de la Hamburger Schule.

La Hamburger Schule (término alemán que significa Escuela de Hamburgo) es una corriente musical alemana que surgió entre los años 1980 y comienzos de los años 1990. En la actualidad continúan activas algunas de las bandas que formaron parte de la misma. Es una mezcla de elementos del punk, grunge y pop experimental, acompañando letras inteligentes. Estableció un nuevo marco para la lengua alemana en el pop.

## Introducción
Como su nombre indica, el movimiento fue iniciado por bandas procedentes en Hamburgo como Cpt. Kirk &., Kolossale Jugend, Ostzonensuppenwürfelmachenkrebs, Die Erde, Blumfeld, Selig, Tocotronic, Die Sterne, Die Goldenen Zitronen y  Huah! Sus composiciones no eran necesariamente similares, pero se caracterizaban por sus letras en alemán que daban voz a la crítica social y estaban basadas en la teoría de la postmodernidad. En consecuencia fueron aclamados por la prensa de izquierdas (especialmente la revista Spex). Los mismos artistas inicialmente no percibían que estas similitudes fueran particularmente importantes y negaban la existencia de un movimiento homogéneo. No obstante, los vínculos sociales y la cooperación política sugieren que era razonable contemplar la existencia de esta escena. Es más, se podría decir que el término Hamburger Schule es una referencia a la llamada escuela de Fráncfort (Frankfurter Schule) que es una escuela fiosófica y sociológica neo-Marxista, centrados en el Instituto de investigaciones sociológicas (Institut für Sozialforschung)  de la Universidad de Fráncfort. No obstante parece más sencillo que fuera una respuesta simple e inteligente a la necesidad de legitimidad en referencia al modo en que todos los movimientos musicales se nombran en la tradición alemana (P.ej. Escuela de Viena, Escuela de Berlín, Escuela austriaca, Escuela de Nueva York).

## Comienzos
A finales de los años 1980 comenzaba a emerger una nueva escena musical en Hamburgo que aglutinaba una serie de bandas que cantaban en alemán, pero que no tenían contratos con discográficas (con la excepción de Die Antwort). Para remediar esta situación y proporcianar una plataforma a este nuevo estilo musical, el sello musical L'age d'or (en Francés edad de oro ) fue fundado en octubre de 1988 por Carol von Rautenkranz y Pascal Fuhlbrügge. Firmaron contratos con muchas bandas y publicaron numerosos álbumes. Una gran parte de los álbumes fueron producidos por Chris von Rautenkranz, el hermano de Carol, en el legendario estudio de grabación Soundgarden de Hamburgo. Otro sello que influyó en el género musical emergente  fue el What's so funny about? de Alfred Hilsberg que publicó los primeros álbumes de Blumfeld, Die Erde, Cpt. Kirk & y Mutter.
Pronto, no obstante, la Hamburger Schule dejó de restringirse a Hamburg. En particular, se había formado una escena local de bandas germanófonas en la pequeña ciudad de Bad Salzuflen, en  Westfalia del este, que giraban en torno al sello Fast Weltweit. Los fundadores eran Frank Werner, Frank Spilker (de Die Sterne), Michael Girke, Bernadette La Hengst (de Die Braut haut ins Auge), y Jochen Distelmeyer (entonces Bienenjäger,  actualmente Blumfeld). Establecieron contacto con la escena de Hamburgo a través de Bernd Begemann que era nativo de Bad Salzuflen, pero se trasladó a Hamburgo, donde estableció su banda Die Antwort. Esto condujo a que otras bandas también hicieran lo mismo. 
Otra banda de la primera generación de la Hamburger Schule, Die Regierung, no era de Hamburgo, sino de Essen.

## Auge y caída
A mediados de los años 1990, tres bandas alcanzaron un gran éxito comercial: Blumfeld, Die Sterne, y Tocotronic. La Hamburger Schule se convertía en el epítome de la música Indie pop Alemana. Cuando otras bandas alemanas guitarreras, cuya música y letras eran de diferente estilo comenzaron a sacar partido a este éxito, emergió una nueva escena Indie pop nacional. La Hamburger Schule comenzó a ser marginalizada por un movimiento al que había ayudado a alparecer.
Otros artistas que se consideran parte de la Hamburger Schule son Lassie Singers, Milch, Mutter, Rocko Schamoni, Lucilectric y los Moulinettes. 

## Revival
A finanes de los años 1990, emergió una nueva hola de música guitarrera alemana con aspiraciones intelectuales. Ejemplos de esta nueva generación con claros vínculos con la tradición de la Hamburger Schule son Spillsbury, Kettcar, Erdmöbel, Kajak, Justin Balk, Virginia Jetzt!, Astra Kid, Modus Noa, marr y Tomte. Muestran una nueva homogeneidad musical de pop guitarrero influido por el punk.
Algunos sellos pequeños emergieron para apoyar a esta nueva corriente musical. Probablemente el más importante es el sello hamburgués Grand Hotel van Cleef quien como L'age d'or busca ser un promotor de bandas locales. Se fundó en septiembre de 2002 con el álbum de Tomte Thees Uhlmann y con el de Kettcar Marcus Wiebusch y Reimer Bustorff.

### Sellos
- L'Age D'Or Archivado el 24 de marzo de 2010 en Wayback Machine.
- Grand Hotel van Cleef
- Fast Weltweit

### Fanzines y Magazines
- Pittiplatsch3000
- Intro.de Archivado el 2 de abril de 2010 en Wayback Machine. (Alemán)
- Visions (Alemán)

### Bandas
- Tocotronic
- Blumfeld Archivado el 9 de febrero de 2005 en Wayback Machine.
- Tomte (German)

- Datos: Q896513